# 초유체
초유체(超流體, 영어: superfluid)는 물리학에서 점성이 전혀 없는 유체를 말한다. 따라서 초유체는 마찰 없이 영원히 회전할 수 있다.
초유체 현상은 양자역학적인 현상으로 보스-아인슈타인 응축 모형으로 설명된다. 즉, 다수의 보손이 동일한 양자상태를 갖게 된다. 이와 같이 헬륨 입자가 모두 바닥 상태로 응축될 수 있다. 즉 초유체 상태는 레이저, 초전도 현상와 같이 거시적인 양자역학적 상태이다.

## 성질

### 크리프

헬륨-4와 같은 초유체는 표면을 따라서 흘러나가는 크리프 현상을 보인다.

초유체는 점성이 0인 유체이다. 이에 따라, 초유체는 매우 특이한 모세관 현상을 보인다. 모세관 현상은 액체와 용기 표면 사이의 인력이 액체에 작용하는 중력 및 액체 내부의 점성보다 더 강할 때 일어나는 현상이다. 일반적인 유체의 경우는 점성으로 인해 이는 매우 가는 관에서만 일어나지만, 초유체의 경우 점성이 없으므로 표준적인 중력에서는 거의 모든 표면을 타고 흘러나갈 수 있다. 예를 들어, 초유체를 밀봉하지 않고, 열린 용기에 보관할 경우, 초유체는 열린 구멍을 따라 바깥으로 새어나간다. 이러한 현상을 크리프(영어: creep)라고 한다.

### 양자 소용돌이
초유체 속에서는 점성이 없으므로, 유체 속에서 발생하는 소용돌이는 그 에너지가 분산되지 않아 안정하게 존재할 수 있다. 이 경우, 소용돌이의 회전 속도는 각운동량의 양자화에 의해 양자화된다.
{\displaystyle \oint \mathbf {v} \cdot d\mathbf {l} \in {\frac {2\pi \hbar }{m}}\mathbb {Z} }
여기서 {\displaystyle m}은 초유체를 구성하는 입자(헬륨-4 원자 등)의 질량이다.

## 보손 초유체의 예

### 헬륨-4
헬륨-4를 관찰하면 특이한 형태의 상평형 그림을 얻게 된다. 일단 극저온·저압일 때에는 액체(초유체)의 상을 갖고, 저온 고압일 때에 비로소 고체가 된다. 이는 절대 영도에서 고체로 존재하는 다른 원소들과 비교할 때에 특이한 점이다. 극저온저압일 때 나타나는 초유체 상과 저압일 때에 나타나는 일반 액체 상사이의 상전이는 람다(λ) 상전이라고 불리는데, 이는 초유체에서 일반 액체로 상전이할 때에 비열용량이 그리스 문자 λ와 같은 형태로 발산하기 때문이다. 이때 이 임계 온도(람다점 λ)이하로 내려가면 초유체 상태로 전이된다. 헬륨3의 임계 온도는 약 1.02 mK이고, 헬륨4의 임계온도는 2.2K이다.

### 초저온 보손 기체
헬륨-4는 매우 낮은 온도에서도 무시할 수 없는 상호작용을 보여, 기체가 아닌 액체 상태로 존재한다. 그러나 보손 계의 경우 상호작용이 없는 이상 보스 기체의 경우에도 보스-아인슈타인 응축으로의 상전이가 존재하며, 보스-아인슈타인 응축은 초유체의 성질을 보인다.

## 페르미온 초유체의 예
페르미온 계의 경우, 매우 낮은 온도에서 상호작용이 없다면 초유체의 성질을 갖지 않는다. 그러나 만약 저온에서 강한 상호작용이 존재한다면, 두 페르미온이 짝지어 합성 보손을 이루어, 이것이 보스-아인슈타인 응축을 겪을 수 있다.

### 헬륨-3
보손인 헬륨-4 원자와는 달리 자연상태에서 희귀한 헬륨-3 원자는 페르미온이다. 따라서 헬륨-3 입자는 보스-아인슈타인 통계를 적용할 수 없고, 페르미-디랙 통계를 따르며, 보스-아인슈타인 응축 모형을 적용할 수 없다. 그럼에도 불구하고 헬륨-3의 경우에도 초유체 현상은 관찰된다. 그러나 이는 보스-아인슈타인 응축 모형을 반증하는 예는 아니다. 헬륨-3의 경우에 입자들은 개개의 페르미온으로 행동하지 않고, 두 입자가 짝을 이루어 보손화된다. 즉, 두 개의 페르미온이 하나의 보손처럼 행동하여 보스-아인슈타인 응축 현상을 나타내게 된다.

### 초전도체
초전도 현상은 전자기 U(1) 게이지 대칭이 힉스 메커니즘을 통해 깨지는 경우에 발생한다. 이는 BCS 이론에서는 보통 상호작용하는 전자들이 쿠퍼 쌍이라는 합성 보손을 만들어, 그 진공 기댓값이 게이지 대칭을 깨게 된다. 이 경우, 쿠퍼 쌍의 유체는 초유체를 이루게 된다. 쿠퍼 쌍은 또한 −2의 전하를 가지므로, 이는 전하를 분산 (전기 저항) 없이 운송할 수 있다. 즉, 초전도 현상은 대전된 초유체로부터 발생한다.

### 중성자별
중성자별의 내부는 초유체의 중성자로 구성되어 있다. 중성자는 페르미온이지만, 마찬가지로 이들은 서로 짝을 지어 초유체성을 갖게 된다. 중성자별의 초유체성은 찬드라 엑스선 관측선이 2010년 11월 관측을 통해 간접적으로 확인하였다.

## 이론

### 란다우 조건
이론적으로, 주어진 양자역학적 계가 초유체성을 가지는지의 여부는 란다우 조건(영어: Landau criterion)을 따라 판정할 수 있다.:192:284 레프 란다우가 제안한 이 조건에 따르면, 계의 분산 관계가 선형인 경우 계는 초유체성을 가진다. 즉,
{\displaystyle \min \omega (k)/k\equiv v_{0}>0}
일 경우 계는 초유체가 된다.
란다우 조건은 다음과 같이 유도할 수 있다. 일반적인 유체에서는 계의 운동량이 추가 진동 모드의 생성으로 인해 분산되어 사라질 수 있다. 즉, 운동량 {\displaystyle \hbar k}의 모드가 하나 생성되면, 계의 운동량 {\displaystyle P}는
{\displaystyle P\to P-\hbar k}
으로 감소한다. 이러한 과정이 일어나려면, 이 진동 모드를 생성할 만큼의 에너지가 있어야 한다. 즉,
{\displaystyle {\frac {1}{2M}}P^{2}\geq {\frac {1}{2M}}(P-\hbar k)^{2}+\hbar \omega (k)}
이다. 이를 정리하고, {\displaystyle P=Mv}를 대입하면 다음과 같다.
{\displaystyle v\geq \omega (k)/k+{\frac {\hbar k}{2M}}}
두 번째 항 {\displaystyle \hbar k/2M}은 미시적이므로 무시할 수 있다. 따라서
{\displaystyle v\geq \omega /k}
가 된다. 즉, 만약 계의 분산 관계가 {\displaystyle \omega /k\geq v_{0}}을 만족시킨다면, 오직
{\displaystyle v\geq v_{0}}
인 경우에만 운동량이 분산될 수 있다. 다시 말해, 이 임계 속도보다 느리게 움직이는 경우 운동량이 분산되지 못하고, 따라서 계는 저온에서 초유체처럼 행동하게 된다.

### 초유체의 모형
초유체를 나타내는 대표적인 모형은 그로스-피타옙스키 방정식이다. 이는 약하게 상호작용하는 비상대론적 보손들을 나타내며, 슈뢰딩거 방정식에 비선형 멕시코 모자 퍼텐셜을 추가한 것이다.:283–284
{\displaystyle {\mathcal {L}}=\phi ^{\dagger }\left(i{\frac {\partial }{\partial t}}+{\frac {1}{2m}}\nabla ^{2}-V(x)\right)\phi -{\frac {1}{2}}g(|\phi |^{2}-\rho _{0})^{2}}
이 경우, 복소 스칼라장의 U(1) 대칭이 자발 대칭 깨짐을 겪고, 골드스톤 보손이 생긴다. 즉, {\displaystyle \phi }를 유질량 성분과 무질량 성분으로 분해하여 쓰자.
{\displaystyle \phi =({\sqrt {\rho _{0}}}+\alpha )\exp(i\theta )}
그렇다면 {\displaystyle \alpha }는 질량을 갖게 되고, 반면 {\displaystyle \theta }는 무질량 골드스톤 보손이다. {\displaystyle \alpha }를 적분해 없앤 유효 이론에서, {\displaystyle \theta }의 분산 관계는 대략 무질량 클라인-고든 방정식을 따른다.
{\displaystyle \left({\frac {\partial ^{2}}{\partial t^{2}}}-{\frac {2g^{2}\rho _{0}}{m}}\nabla ^{2}\right)\theta \approx 0}
즉, 낮은 에너지에서 유효 로런츠 대칭이 발생하게 되며, 이 경우 유효 광속은 다음과 같다.
{\displaystyle c_{\text{eff}}={\sqrt {2g^{2}\rho _{0}/m}}}
상대론적 무질량 입자는 물론 선형 분산 관계를 따르므로, 이 경우 임계 속도 {\displaystyle c_{\text{eff}}} 이하에서 계는 초유체가 된다.

## 역사
최초로 발견된 초유체는 헬륨-4이다. 헬륨-4의 초유체성은 1937년에 표트르 레오니도비치 카피차 및 존 프랭크 앨런(영어: John Frank Allen)과 돈 마이스너에 의해 발견되었다. 이 공로로 카피차는 1978년 노벨 물리학상을 수상하였다.
1970년대에, 데이비드 리와 더글러스 오셔로프, 로버트 콜먼 리처드슨은 페르미온인 헬륨-3 또한 극저온에서 초유체가 된다는 사실을 발견하였다. 이 공로로 이들은 1996년 노벨 물리학상을 수상하였다.
2000년에는 초저온 보손 (루비듐 87) 기체가 실험을 통해 초유체 성질을 보인다는 것이 밝혀졌다. 2005년에는 볼프강 케테를레의 실험을 통해 초저온 페르미온 (리튬-6) 기체가 초유체의 성질을 보인다는 것이 밝혀졌다.

## 같이 보기
- 초고체
- 보스-아인슈타인 응축
- 보스 기체
- 초전도 현상

## 참고 문헌
- Guénault, Antony M. 《Basic Superfluids》. Master’s Series in Physics and Astronomy (영어). CRC Press. ISBN 978-0748408924.
- Annett, James F. (2005). 《Superconductivity, superfluids, and condensates》 (영어). Oxford University Press. ISBN 978-0-19-850756-7.
- Schmets, Alexander J.M.; Wouter Montfrooij. “Teaching superfluidity at the introductory level” (영어). Bibcode:2008arXiv0804.3086S.
- Berman, Oleg L.; Roman Ya. Kezerashvili, German V. Kolmakov. “Introduction to nonlinear phenomena in superfluid liquids and Bose-Einstein condensates: helium, semiconductors and graphene”. 《Contemporary Physics》 (영어) 52 (4): 319–340. arXiv:1102.0600. Bibcode:2011ConPh..52..319B. doi:10.1080/00107514.2011.577566.